# Gerd Albartus
Gerhard Heinrich Albartus, genannt Gerd Albartus (* 1950 in Papenburg; † Dezember 1987) war ein deutscher  Terrorist der Revolutionären Zellen. Er wurde von palästinensischen Terroristen ermordet.

## Leben
Der Sohn eines Polizeibeamten studierte Pädagogik an der Freien Universität Berlin und engagierte sich in der studentischen Gruppe „Sozialistisches Studium“. Gemeinsam mit Johannes Weinrich und Gerd-Hinrich Schnepel gab er zeitweise die Zeitschrift Erziehung und Klassenkampf heraus. Schnepel und Weinrich gewannen Albartus nach der Spaltung der Revolutionären Zellen für ihre Fraktion.

### Erste Verhaftung
Albartus legte am 4. Januar 1977 gemeinsam mit Enno Schwall in dem Aachener Kino Gloria-Palast eine Brandbombe, weil dort der Film Unternehmen Entebbe über die Entebbe-Entführung gezeigt wurde. Die Revolutionären Zellen betrachteten diesen Film als „üblen Hetzfilm“ der „Zionisten“, der „imperialistische Gewalt verherrliche und rassistische Unterdrückung sowie Mord an Palästinensern und Afrikanern legitimiere.“ Der Zeitzünder der Bombe versagte, detonierte aber bei dem Versuch der Polizei, sie zu entschärfen. Albartus, der bereits seit dem 15. Dezember 1976 von der Polizei überwacht wurde, nachdem er bei einem versuchten Autodiebstahl ertappt worden war, und Schwall wurden am 5. Januar 1977 verhaftet. Albartus wurde wegen versuchter Brandstiftung „in Tateinheit mit mitgliedschaftlicher Beteiligung an einer terroristischen Vereinigung“ zu vier Jahren und neun Monaten Gefängnis verurteilt. Im Oktober 1981 wurde er aus der Haft entlassen.

### Arbeit als Journalist
Mitte der 80er Jahre arbeitete Albartus als freier Journalist, unter anderem für den Westdeutschen Rundfunk und die taz. Jedoch hatte er nach seiner Haftentlassung wieder Kontakt zu Johannes Weinrich und Magdalena Kopp aufgenommen, die er von den Revolutionären Zellen her kannte und die beide mit Ilich Ramírez Sánchez, genannt Carlos, befreundet waren. Albartus beteiligte sich an den Vorbereitungen zum Anschlag auf das französische Kulturzentrum Maison de France in Berlin 1983. Der Anschlag war maßgeblich von Carlos und Weinreich geplant worden, um Carlos’ Lebensgefährtin Kopp aus französischer Haft freizupressen.

### Ermordung durch die Carlos-Gruppe
Nach Darstellung Magdalena Kopps wurde Albartus, der inzwischen für die  Die Grünen in Brüssel arbeitete, von der palästinensischen Gruppe um Carlos, 1987 nach Damaskus eingeladen. Albartus konnte der Einladung erst in der Weihnachtszeit folgen, sei dort von Carlos und Weinrich vor ein Tribunal gestellt, zum Tode verurteilt und erschossen worden. Hintergrund sei wohl gewesen, dass man Albartus für einen Spitzel des Ministeriums für Staatssicherheit hielt. Nach anderen Angaben flog Albartus nach Damaskus, um sich vom Terrorismus loszusagen. Deshalb sei er dort unter dem Vorwurf des Verrats vor ein Femegericht gestellt, zum Tode verurteilt und sofort erschossen worden. Andere Vermutungen besagen, dass Albartus’ Homosexualität der Grund gewesen sein könnte.
Im Dezember 1991 veröffentlichten die Revolutionären Zellen ein Papier mit dem Titel „Gerd Albartus ist tot“, das als Wendepunkt in der Geschichte der Gruppe gilt. Zum ersten Mal setzen sich die Revolutionären Zellen darin umfangreich mit dem Antisemitismus in den eigenen Reihen im Zusammenhang mit der Entebbe-Entführung auseinander.